# Château de Hohenlupfen
Le château de Hohenlupfen (Schloss Hohenlupfen) est un château allemand situé à Stühlingen dans l'arrondissement de Waldshut (Bade-Wurtemberg). Ce château existe selon sa forme actuelle depuis 1624 et se trouve être la résidence d'hiver des princes de la Maison de Fürstenberg. Un festival annuel du Moyen Âge y a lieu tous les ans depuis 2006.

## Historique

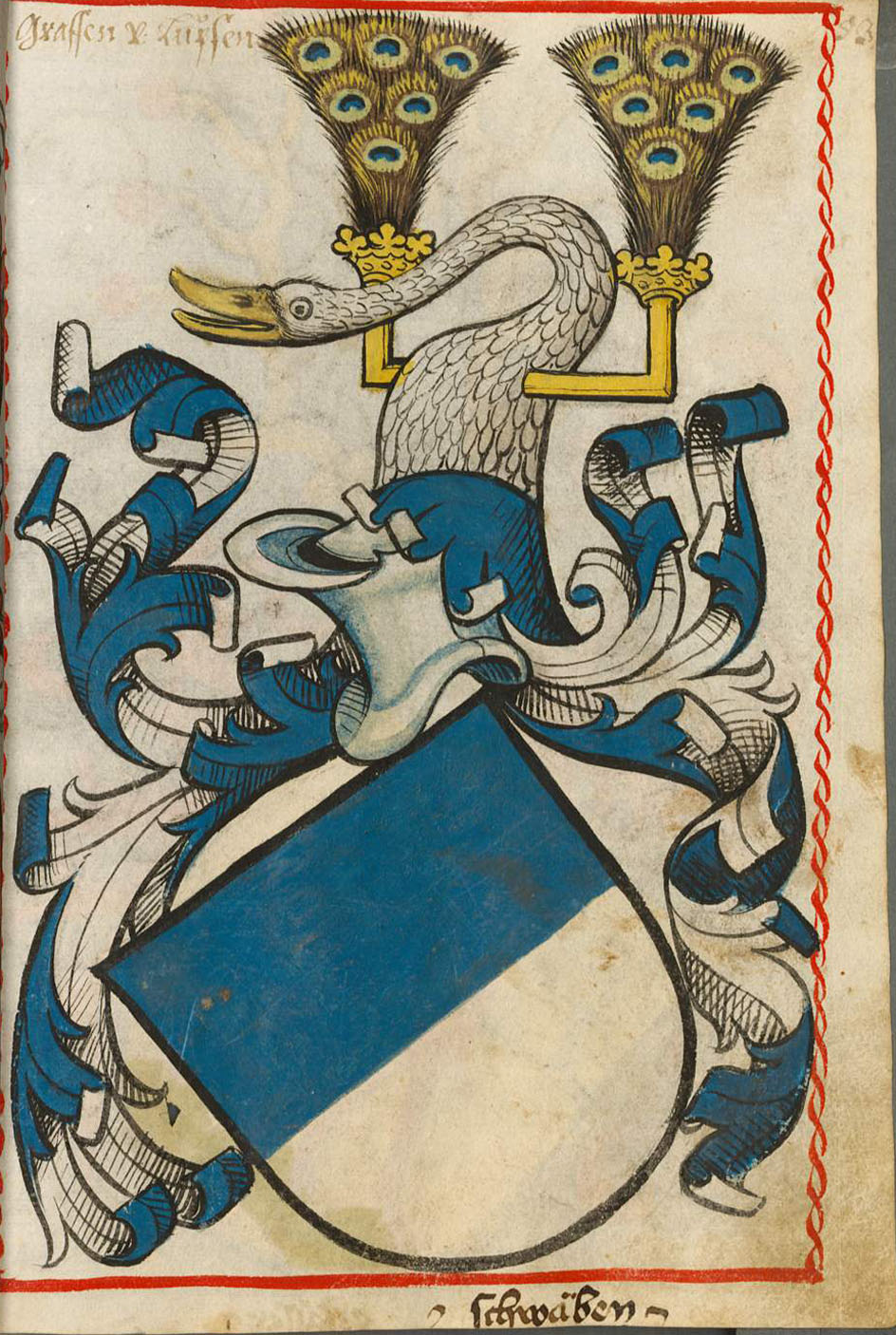
Armes des Lupfen

Un premier château fort a été construit par les comtes de Lupfen en 1093 et démoli en 1499. Il est reconstruit par la suite et transformé en château résidentiel en 1620-1624. Ses propriétaires successifs sont les seigneurs de Staufen, de Küssaberg et de Pappenheim.

## Source
- Notices d'autorité :   - VIAF
  - GND

- (de) Cet article est partiellement ou en totalité issu de l’article de Wikipédia en allemand intitulé « Schloss Hohenlupfen » (voir la liste des auteurs).